# Prélecture
En informatique, la prélecture (en anglais, prefetching) est une technique qui tente de prédire les informations qui seront nécessaires à un circuit électronique ou un programme et de lire ces informations avant que le circuit ou le programme en ait besoin dans le but d'accélérer la vitesse du circuit ou du programme.
Le fait que le circuit ou le programme « tente de prédire » quelle information sera nécessaire implique que, parfois, la prédiction est erronée et l'information prélue n'est jamais utilisée.

## Exemples de prélecture
Lors du démarrage de Windows ou d'un programme, le composant Windows prefetcher fait la prélecture d'informations pour accélérer le démarrage de Windows ou du programme.
Lors de l'exécution des instructions-machine d'un programme, le microprocesseur fait la prélecture des instructions pour accélérer leur exécution.
Après l'affichage d'une page web, le navigateur web (Internet Explorer, Firefox ou Chrome) fait une prélecture appelée prélecture de liens (en anglais, link prefetching) pour accélérer l'affichage de la prochaine page qui sera demandée par l'internaute.
Dans les mémoires vives de type SDRAM, lors de l'accès à un mot de mémoire, une mémoire tampon de prélecture (en anglais, prefetch buffer) est utilisé pour enregistrer les mots situés sur la même rangée de la mémoire que le mot accédé. Ce tampon permet, par la suite, un accès rapide à ces mots.
Dans le contexte de la gestion de la mémoire virtuelle d'ordinateur, la prélecture de pages (en anglais, swap prefetch) est la prélecture de pages de mémoire non résidentes en mémoire dans le but d'éviter un défaut de page. Le gestionnaire de mémoire utilise le principe de localité pour tenter de prévoir quelles pages de mémoire devront bientôt être chargées en mémoire vive et charge ces pages avant que leur chargement ne soit déclenché par un défaut de page.